# نشانه مولدر
نشانهٔ مولدر (انگلیسی: Mulder's sign) یک یافته بالینی هنگام معاینه افراد مبتلا به «نورومای مورتون» است که می‌توان آن را در حالی که بیمار در وضعیت خوابیده به پشت روی میز معاینه است، ایجاد کرد. درد نوروما و همچنین یک «کلیک» می‌تواند با فشار دادن همزمان دو سر متاتارس با یک دست و ایجاد فشار همزمان به فضای بین‌انگشتی با دست دیگر ایجاد شود. با استفاده از این تکنیک، درد نوروم مورتون به شدت در سطح کف پایی فضای میانی درگیر احساس می‌شود و پارستزی‌ها به انگشتان آسیب دیده پخش می‌شود.
این نشانه نامش را از متخصص سلامت پا و جراح هلندی «یاکوب دی. مولدر» (۱۹۶۵–۱۹۰۱) می‌گیرد.